# Przepływomierz
Przepływomierz – przyrząd pomiarowy służący do pomiaru strumienia objętości lub masy materii poruszającej się przez daną powierzchnię prostopadłą do kierunku przepływu.

## Zastosowanie
Zdecydowana większość przepływomierzy służy do pomiaru przepływu cieczy, znacznie mniej konstrukcji służy do pomiaru przepływu gazów. Ponieważ ustrój pomiarowy przepływomierzy wskazuje zwykle wartość chwilową przepływu, konieczne jest zintegrowanie ich z licznikiem. Zatem całkowita objętość materii, która przepłynęła, jest uzyskiwana na drodze całkowania wartości natężenia przepływu w czasie (w kolejnych chwilach).

## Zasada działania
W konstrukcjach przyrządów pomiarowych do pomiaru przepływu można wyróżnić trzy główne grupy przepływomierzy oparte na:
- oddziaływaniu mechanicznym
- zjawiskach falowych: przepływomierze ultradźwiękowe oraz optyczne – wykorzystujące efekt Dopplera
- istnieniu pola elektromagnetycznego – oparte na prawie indukcji elektromagnetycznej Faradaya

## Rodzaje przepływomierzów
Historycznie najstarsze są przepływomierze wykorzystujące mechanikę płynów. Są to często przepływomierze najprostsze w konstrukcji.
Często używane są mechaniczne przepływomierze:
- manometryczne (ciśnieniowe)
  - zwężkowe – wykorzystują efekt spadku ciśnienia na elemencie pomiarowym (kryza, dysza, zwężka Venturiego)
  - inne przepływomierze generujące różnice ciśnień (przepływomierze z krzywizną, przepływomierze piętrzące, przepływomierze kapilarne, przepływomierze dynamometryczne), np. rurka Pitota, rurka Prandtla, mierniki wykorzystujące efekt Coandy
- o zmiennym przekroju (rotametry) – składają się z pływaka umieszczonego w stożkowej rurze. Są nazywane rotametrami od nazwy pierwszego producenta "Rota" (Niemcy)
- tachometryczne
- turbinowe
- komorowe
- oscylacyjne
- wirowe, np. z wirem precesyjnym
- Coriolisa
- elektromagnetyczne
- ultradźwiękowe
- termiczne i kalorymetryczne